# 克里沃多爾市鎮
克里沃多爾市，是保加利亞的城鎮，位於該國西北部，由弗拉察州負責管轄，首府設於克里沃多爾，面積326.86平方公里，2011年人口9,390，人口密度每平方公里28.73人。
43°22′N 23°29′E / 43.367°N 23.483°E